# Tracheloteina peloplaca
Tracheloteina peloplaca är en fjärilsart som beskrevs av Edward Meyrick 1917. Tracheloteina peloplaca ingår i släktet Tracheloteina och familjen äkta malar. Inga underarter finns listade i Catalogue of Life.